# Ilkanat
Ilkanat, Il-kanat ali Il Kanat (perzijsko سلسله ایلخانی iz mongolskega Ил Хан улс (Il han uls) in turškega ilhanli (il=zemlja, država, han=vladar, kan, ilhan=zemljiški gospod, cesar) je bil mongolski kanat, ki je bil ustanovljen v 13. stoletju v Perziji in je bil del Mongolskega cesarstva. Ustanovil ga je Džingiskanov vnuk Hulegu kan po mongolskih vojnih pohodih proti Horezmskemu cesarstvu v letih 1219-1224. Obsegal je ozemlje današnjega Irana in večine Iraka ter Afganistan, Turkmenistan, Armenijo, Azerbajdžan, Gruzijo, Anatolijo in zahodni Pakistan. Ilkanatski vladarji od Mahmuda Gazana dalje so privzeli islam, ki je bil vera večine lokalnega prebivalstva na ozemljih kanata.

## Hulagu kan
Po bitki pri Köse Dağu leta 1243 so Mongoli okupirali večino Anatolije in Seldžuški sultanat Rum je postal vazal mongolske države, iz katere je kasneje nastal Ilkanat.
Ustanovitelj ilkanatskega kanata je bil Džingiskanov vnuk ter Möngkejev in Kublajkanov brat Hulegu.  Državo je leta 1255 ali 1256 prevzel od mongolskega poveljnika v Perziji Bajdžuja z nalogo, da osvoji muslimanska kraljestva »vse do meje z Egiptom«. Njegov prodiranje proti Egiptu se je končalo s porazom proti Mamelukom v bitki pri Ain Džalutu v Palestini leta 1260. Med njegovim vladanjem se je Ilkanat raztezal od Transoksanije do Sirije.
Smrt velikega kana Mongkeja je Huleguja prisilila, da je iz Perzije odšel v Mongolijo na priprave za kurultaj.

## Zgodnji Ilkanat
Vladarski naslov il-kan pomeni »podrejeni kan« in se nanaša na njihovo začetno spoštovanje do Mongke kana in njegovih naslednikov, velikih kanov Mongolskega cesarstva. Kublajidi z vzhoda so obdržali suverenost nad Ilkani do konca svoje vladavine.
Hulegujevi nasledniki so vladali v Perziji naslednjih osemdeset let. Prvi vladarji so bili šamanisti, nato budisti, zadnji pa so prestopili v islam. Ilkani so ne glede na vero ostali nasprotniki Mamelukov, ki so se poleg Mongolov bojevali tudi s križarji. Proti Mamelukom niso dosegli kakšnih pomembnih zmag in so nazadnje prenehali razmišljati o osvojitvi Sirije in pritiskati na svoja vazala Seldžuški sultanat Rum in Armensko kraljestvo Kilikija. Pritisk je popustil predvsem zaradi sovražnosti na severu in vzhodu, od koder sta na Ilkanat pritiskala Čagatajski kanat v Mogulistanu in Berkejeva Zlata horda na Kavkazu in Transoksaniji. Ilkanat je bil že med Hulegujevim vladanjem na Kavkazu v odkriti vojni z Mongoli iz ruskih step.

## Frankovsko-mongolska zveza
V 13. in 14. stoletju je bilo več poskusov sklenitve zavezništva med vladarji iz zahodne Evrope in Mongoli, predvsem z Ilkanatom. Prvi poskusi so se začeli že v času sedme križarske vojne, njihov cilj pa je bil borba proti skupnim sovražnikom muslimanom, predvsem Mamelukom iz Egipta. Noben poskus ni dosegel kakšnega večjega vojaškega uspeha.

## Prestop v islam
V času po Hulagu kanu so ilkani vedno bolj privzemali tibetanski budizem. Krščanski zahod, opogumljen z izkušnjami nestorijancev, je poskušal razširiti krščanstvo, vendar ni dosegel kakšnega večjega uspeha. Ilkani so zaradi svojega budizma izrazito izstopali iz pretežno muslimanske večine svojih podložnikov, zato je Gazan malo preden je strmoglavil Bajduja prestopil v islam. Krščanski in judovski podložniki so s tem izgubili svoj enakopravni položaj v primerjavi z muslimani in so morali plačevati posebno takso. V še težjem položaju so bili budisti, ki so morali prestopiti v islam ali pa jim je grozil izgon.
Prehod v islam je imel v zunanjih zadevah zelo majhno vlogo ali pa je sploh ni imel in vojna z Mameluki za prevlado v Siriji se je nadaljevala. Edino pomembno zmago so Mongoli izbojevali v bitki pri  Wadi al-Khazandarju, po kateri so dobili nadzor nad Sirijo, ki je trajal samo nekaj mesecev. 
Gazanovo politiko je nadaljeval tudi njegov naslednik Oldžejtu, čeprav so mu svetovali, naj začne favorizirati šiitsko različico islama.  Oldžejtu je svoje vladanje preselil v  Gilan ob Kaspijskem jezeru. Njegova mogočna grobnica v mestu Soltanije je eden najbolj znanih spominov na vladanje Ilkanidov v Perziji.

## Razpad
Po Abu Sa'idovi smrti leta 1335 je začel kanat hitro razpadati in se deliti na več rivalskih nasledstvenih držav, med katerimi so najbolj izstopali Džalajiridi.  Kasarjevega  naslednika Tog Timurja, ki je bil zadnji kandidat za ilkanatski prestol, so leta 1353 umorili Sarbadarji. Ilkanat je kasneje poskušal iz Džalajiridske države ponovno brezuspešno obuditi Timurlenk. 
Večino zgodovinskega gradiva o Ilkanatu je prispeval zgodovinar Rašid al-Din, ki je leta 1315 za kane napisal zgodovino sveta.   

## Zapuščina
Ilkanat je utrl pot za nasledjo perzijsko državo Safavivov in nazadnje za sodobni Iran. Hulegujeve zmage so Iran odprle evropskim vplivom z zahoda in kitajskim vplivom z vzhoda. Kombinacija obeh vplivov se je pod pokroviteljstvom Hulegujevih naslednikov  razvila v prepoznavno iransko arhitekturo. Med vladavino Ilkanov so iranski zgodovinarji prešli s pisanja v arabščini na pisanje v perzijskem jeziku.

## Seznam vladarjev

### Vladarji iz dinastije Ilkanidov
- Hulegu kan (1256-1265)
- Abaga kan (1265-1282)
- Tekuder (1282-1284)
- Argun (1284-1291)
- Gajhatu (1291-1295)
- Bajdu (1295)
- Mahmud Gazan (1295-1304)
- Oldžejtu (Mohamed Hodabandeh, 1304-1316)
- Abu Said Bagatur (1316-1335)

### Po-ilkanski vladarji
Po razpadu Ilkanata leta 1335 je na njegovem ozemlju nastalo več držav. Za naslov ilkana so se potegovali naslednji upravičenci: 
- Arpa Ke'un (1335-1336)
- Musa (1336-1337)
- Mohamed  (1336-1338)
- Sati Beg (1338-1339)
- Sulejman (1339-1343)
- Džahan Timur (1339-1340)
- Anuširvan (1343-1356)
- Gazan II. (1356-1357), znan samo s kovancev

Upravičenci iz vzhodne Perzije (Horasana):
- Togaj Timur (okrog 1338-1353); priznavali so ga Kartidi (1338-1349), Džalajiridi (1338-1339, 1340-1344) in Sarbadarji (1338-1341, 1344, 1353)
- Lukman (1353-1388), sin Togaj Timurja